# Joel Pocklington
Joel Pocklington (* 12. April 1986) ist ein australischer Stabhochspringer.
2014 wurde er jeweils Siebter bei den Commonwealth Games in Glasgow und dem Leichtathletik-Continentalcup in Marrakesch.
Von 2012 bis 2014 wurde er dreimal in Folge Australischer Meister. Seine persönliche Bestleistung von 5,41 m stellte er am 18. Januar 2014 in Glendale auf.